# John Baird (radical)
Pour les articles homonymes, voir John Baird et Baird.
John Baird, né le 1er septembre 1790 et mort le 8 septembre 1820, à Stirling, est un révolutionnaire écossais. 